# Final Conflict
Final Conflict (FC) - zespół grający rock progresywny, założony w 1985 roku, w Staffordshire, przez Andy'ego Lawtona i Briana Donkina.

## Skład zespołu
- Brian Donkin - wokal, gitary
- Andy Lawton - wokal, gitary
- Steve Lipiec - instrumenty klawiszowe, saksofon
- Barry Elwood - gitara basowa, gitary
- Henry Rogers - perkusja

## Dyskografia
- Redress The Balance (1991)
- Quest (1992)
- Stand Up (1997)
- Hindsight (2003)
- Simple (2006)
- Another Moment in Time - Live in Poland (2009)
- Return of The Artisan (2012)
- Rise of The Artisan  (2020)

## Wideografia
- Another Moment in Time - Live in Poland (2009)